# Centraleuropeiska rallyt
Centraleuropeiska rallyt är en deltävling i rally-VM som körs i tre centraleuropeiska länder: Tyskland, Tjeckien och Österrike.
Rallyt startade säsongen 2023 som den första multinationella deltävlingen i FIA:s rally-VM. Tävlingen ersätter Tyska rallyt i VM-serien.

## Vinnare av Centraleuropeiska rallyt
| År   | Vinnare                           | Bil                  |
| ---- | --------------------------------- | -------------------- |
| 2023 | Thierry Neuville Martijn Wydaeghe | Hyundai i20 N Rally1 |
| 2024 | Ott Tänak Martin Järveoja         | Hyundai i20 N Rally1 |